# 앙드레 말로
앙드레 말로(André Malraux, 1901년 11월 3일 ~ 1976년 11월 23일)는 프랑스의 작가, 정치인이다.

## 생애
파리의 유복한 가정에서 태어나 동양어학교(東洋語學校)에서 산스크리트어와 중국어를 배웠다. 열일곱 살에 대학입학 자격시험을 포기한 후에는 도서관, 미술관, 동양어학교 등을 꾸준히 드나들며 일찌감치 문학계, 미술계 인사들과 교류했다.
1923년에 앙드레 말로는 인도차이나 반도의 고고학적 조사에 참가하였고 캄보디아 등에서 많은 조각상을 발굴, 프랑스로 가져오는데, 이는 나중에 발견이 아니라 제국주의 국가의 ‘도굴’과 강탈이라고 평가되기도 한다. 한편 이 때의 경험을 바탕으로 한 소설 《왕도로 가는 길》(La Voie royale, 1930)에서는 행동과 사색을 분리해서 생각할 수 없는 타입의 모험가를 등장시키기도 했다. 말로는 총파업 사태 이후 광둥(廣東)에 국공합작(國共合作) 정부가 성립하였을 때, 1925년 그 정부의 위원이 되었다고 전한다. 이는 소설 《정복자》(1928)의 첫머리에 묘사되고 있기도 하다. 1926년에 귀국하였다. 에세이 〈서 유럽의 유혹〉(1926)에서는 신과 내재적 가치를 부정할 수밖에 없는 유럽적 인간주의의 한계와 고뇌를 호소하였다.
귀국 후에도 파리와 사이공을 때때로 왕복하고, 그곳 혁명주의자들을 원조하였다. 이어 중국에 부임하여 국민당에 참가하고 광둥 혁명에서 중요한 역할을 하였으나, 1927년 장제스(蔣介石)의 공산당 탄압사건으로 중국 국민당과 손을 끊었다.
히틀러 정권이 탄생하자 반파시즘 운동에 투신하였고, 에스파냐 내란에는 공화국 공군을 조직,지휘하였다. 이 때의 경험을 바탕으로 한 소설 <희망>(1937)은 불안과 죽음에 떠는 인간에게 '혁명'이 부여하는 '희망과 우애'의 개인주의적 신화를 열띤 충격적 문체로 전개하고 있다. 제2차 세계 대전 중엔 대독저항(對獨抵抗)운동에 전차대여단장(戰車隊旅團長)의 임무를 수행하였고 제5공화국의 드골 정권에서 문화상(文化相)을 역임하는가 하면, 이후 동파키스탄의 독립운동에 의용군으로 지원하는 등 다채로운 일생을 점철하였다.

## 작품세계
아시아 3부작으로 불리는 초기 소설로는 《정복자》(1928), 《왕도로 가는 길》(La Voie royale, 1930), 《인간의 조건》(La Condition humaine, 1933)이 있다. 《인간의 조건》으로 말로는 심사위원 만장일치로 공쿠르상을 수상하여 프랑스의 대표적 소설가로서 명성을 굳히게 됐다.
1935년에 이미 ≪모멸의 시대(Le Temps du mépris)≫를 통해 파시즘을 고발했던 말로는, 르포 형식의 소설 ≪희망(L'Espoir)≫(1937)을 발표한 직후에는 이를 영화로 만드는 작업에 착수했다. 영화미학자이기도 한 말로는 ＜테루엘 산맥(Sierra de Teruel)＞을 찍었다. 1945년에 ＜희망＞이라는 제목으로 개봉된 이 영화는 그해의 가장 창조적인 영화로 인정받아 루이ᐨ들뤼크 상을 수상했으며 1970년에 재개봉되어 또 한 번 극찬을 받은 바 있다.
1943년에 소설 ≪알텐부르크의 호두나무들(Les Noyers de l'Altenburg)≫을 출간했고, 1944년부터 ‘베르제 대령’이라는 이름으로 레지스탕스를 지휘, 알자스 해방의 주역이 되기도 했다. 1945년에 드골을 만난 이후부터 시작된 말로의 정치 참여는 1969년 드골의 대통령직 사임 때까지 이어진다. 이 기간에도 ≪침묵의 소리(Les Voix du silence)≫, ≪신들의 변모(La Métamorphose des dieux)≫ 제1권 등 방대한 예술론을 집필하는가 하면, 1967년에는 허구와 체험의 경계를 넘나드는 ≪반회고록(Antimémoires)≫을 발표해 작가 말로의 건재함을 확인시켰다. 1959년부터 10여 년간 세계 최초의 문화부 장관직을 수행한 말로는 “국가는 예술을 감독하기 위해서가 아니라 예술에 봉사하기 위해서 존재한다”라는 원칙을 지켜나갔던 것으로 평가된다.
〈예술심리학〉 3권(1947-50)으로 시작하는 미술론에서는 인간이 '인간성이라는 감옥'에서 탈출하여 역사와 운명을 초월하는 한 수단은 동서고금의 '예술 창조' 외에는 없다고 역설하여 그 비밀의 해명에 정력을 경주하였다. 카뮈나 사르트르와 더불어 말로 또한 신이 죽은 뒤에 사람이 살아가는 이유와 근거를 찾고 있다.
그는 행동파로서 문단에서 활약하였으며, 연극·영화 등 문화 발전에 노력하였다. 그의 문학은 언제나 그 자신의 행동과 밀접한 관계를 가지고 있고, 현대 프랑스 문학의 주류가 되어 있는 '행동의 문학'에 지대한 영향을 미쳤다. 저서로 평론 <서 유럽의 유혹>, 소설 <정복자> <인간의 조건> 등이 있다.
정계에서 은퇴한 이후에도 ≪신들의 변모≫ 제2권과 제3권, ≪덧없는 인간과 문학(L'Homme précaire et la Littérature)≫ 등을 집필했으며, 1976년 11월 23일, 파리 근교의 한 병원에서 사망했다. 1996년 11월 23일, 말로의 20주기를 맞아 프랑스 정부는 그의 유해를 팡테옹에 이장함으로써 앙드레 말로를 위인의 반열에 올려놓았다.